# 中国国民党主席
中国国民党主席（ちゅうごくこくみんとうしゅせき、繁: 中國國民黨主席）は、中国国民党（国民党）の党首。全国代表大会、中央委員会、中央委員会常務委員会（中常委）の主席を兼任する。
現在の主席は2021年（民国110年）の主席選挙で選出された朱立倫。

## 概要
国民党の党首職の名称は党の歴史の中で何度も変更されている。1919年（民国8年）の結党当初の党首は総理であり、孫文が就任した。1925年（民国14年）に孫文が死去して党首が不在になると、中央執行委員会常務委員会による集団指導体制へと移行した。1926年（民国15年）には中央執行委員会常務委員会主席が設置されたが、1927年（民国16年）から1935年（民国24年）までの間は不在となり再び集団指導体制となった。1938年（民国27年）、党則が改正されて新たに総裁が党首職として設置され、1975年（民国64年）に死去するまで蔣介石がその地位にあり続けた。なお、1939年（民国28年）に汪兆銘が南京で新たな中国国民党を設立して自ら中央執行委員会常務委員会主席に就任したが、これは正統な国民党として認められていない。蔣介石が死去すると中央委員会主席が新設され、蔣経国が就任した。1976年（民国65年）に現行の党首職である主席が新設され、蔣経国が初代主席に就任した。
現行の「中国国民党党章」（党則）の規定では、総理職は孫文が死後も永久に保持し、同様に総裁職も蔣介石が永久に保持するとされている。連戦と呉伯雄は主席退任後に名誉主席の称号を授与されたが、2015年（民国104年）に「党則にそのような称号の規定が存在しない」として、朱立倫主席により撤回された。
2001年（民国90年）以降、主席は全党員による直接選挙で選出されている。かつては、国民党が与党である場合は中華民国総統が国民党主席を兼任するとされていたが、2019年（民国108年）に開かれた第20期党大会第3次会議で行われた党章改正でこの規定は削除された。主席選挙は、主席の任期満了の年に開催される全国代表大会の開催3ヶ月前に、全国代表大会代表選挙と同時に行われる。任期は4年で、連続2期までと規定されている。

## 歴代中国国民党党首一覧
| 中国国民党総理                                         | 中国国民党総理 | 中国国民党総理                                                      | 中国国民党総理                                                      | 中国国民党総理 | 中国国民党総理                                                    | 中国国民党総理                                                            |
| 代                                                     | 期             | 氏名                                                                | 写真                                                                | 就任           | 退任                                                              | 備考                                                                      |
| ------------------------------------------------------ | -------------- | ------------------------------------------------------------------- | ------------------------------------------------------------------- | -------------- | ----------------------------------------------------------------- | ------------------------------------------------------------------------- |
| 1                                                      | 1              | 孫文                                                                |                                                                     | 1919年10月10日 | 1925年3月12日                                                     | 中央執行委員会主席との兼任 在任中に死去                                   |
| 中国国民党中央執行委員会常務委員（集団指導体制）       |                |                                                                     |                                                                     |                |                                                                   |                                                                           |
| 1                                                      | 1              | 廖仲愷 戴季陶 譚平山                                                | 廖仲愷 戴季陶 譚平山                                                | 1925年3月12日  | 1926年1月16日                                                     | 第一次全国代表大会で選出 廖仲愷は1925年8月20日に暗殺された。              |
| 2                                                      | 2              | 汪兆銘 譚延闓 蔣介石 林伯渠 胡漢民 陳公博 甘乃光 楊匏安             | 汪兆銘 譚延闓 蔣介石 林伯渠 胡漢民 陳公博 甘乃光 楊匏安             | 1926年1月22日  | 1926年5月19日                                                     | 第二次全国代表大会で選出                                                  |
| 中国国民党中央執行委員会常務委員会主席                 |                |                                                                     |                                                                     |                |                                                                   |                                                                           |
| 1                                                      | 1              | 張静江                                                              |                                                                     | 1926年5月19日  | 1926年7月6日                                                      | 第二次中央執行委員会全体会議で新設・選出                                  |
| 2                                                      | 1              | 蔣介石                                                              |                                                                     | 1926年7月6日   | 1927年3月11日                                                     | 北伐中であったため、張静江が全期間代理を務めた。                          |
| 中国国民党中央執行委員会常務委員（集団指導体制）       |                |                                                                     |                                                                     |                |                                                                   |                                                                           |
| 3                                                      | 2              | 汪兆銘 譚延闓 蔣介石 孫科 顧孟余 譚平山 陳公博 徐謙 呉玉章          | 汪兆銘 譚延闓 蔣介石 孫科 顧孟余 譚平山 陳公博 徐謙 呉玉章          | 1927年3月11日  | 1928年2月7日                                                      |                                                                           |
| 4                                                      | 2              | 戴季陶 丁惟汾 于右任 譚延闓 蔣介石 胡漢民 孫科                      | 戴季陶 丁惟汾 于右任 譚延闓 蔣介石 胡漢民 孫科                      | 1928年2月7日   | 1929年3月28日                                                     |                                                                           |
| 5                                                      | 3              | 蔣介石 胡漢民 譚延闓 孫科 戴季陶 于右任 丁惟汾 陳果夫 葉楚傖 朱培徳 | 蔣介石 胡漢民 譚延闓 孫科 戴季陶 于右任 丁惟汾 陳果夫 葉楚傖 朱培徳 | 1929年3月28日  | 1931年12月28日                                                    |                                                                           |
| 6                                                      | 4              | 胡漢民 汪兆銘 蔣介石 于右任 葉楚傖 顧孟餘 居正 孫科 陳果夫          | 胡漢民 汪兆銘 蔣介石 于右任 葉楚傖 顧孟餘 居正 孫科 陳果夫          | 1931年12月28日 | 1935年12月7日                                                     |                                                                           |
| 中国国民党中央執行委員会常務委員会主席                 |                |                                                                     |                                                                     |                |                                                                   |                                                                           |
| 3                                                      | 2              | 胡漢民                                                              |                                                                     | 1935年12月7日  | 1936年5月12日                                                     | 在任中に死去                                                              |
| 代理                                                   | 2              | 蔣介石                                                              |                                                                     | 1936年5月12日  | 1938年4月1日                                                      | 中央執行委員会常務委員会副主席                                            |
| 中国国民党中央執行委員会常務委員会主席（ 汪兆銘政権 ） |                |                                                                     |                                                                     |                |                                                                   |                                                                           |
| 1                                                      | 1              | 汪兆銘                                                              |                                                                     | 1939年9月20日  | 1944年11月10日                                                    | 第六次全国代表大会で選出 在任中に死去                                     |
| 2                                                      | 1              | 陳公博                                                              |                                                                     | 1944年11月20日 | 1945年8月16日                                                     | 日本の敗戦に伴い解党                                                      |
| 中国国民党総裁                                         |                |                                                                     |                                                                     |                |                                                                   |                                                                           |
| 1                                                      | 1              | 蔣介石                                                              |                                                                     | 1938年4月1日   | 1945年5月17日                                                     | 臨時全国代表大会で新設・選出                                              |
| 1                                                      | 2              | 蔣介石                                                              | 1945年5月17日                                                       | 1952年10月18日 | 第六次全国代表大会で選出                                          |                                                                           |
| 1                                                      | 3              | 蔣介石                                                              | 1952年10月18日                                                      | 1957年10月20日 | 第七次全国代表大会で選出                                          |                                                                           |
| 1                                                      | 4              | 蔣介石                                                              | 1957年10月20日                                                      | 1963年11月21日 | 第八次全国代表大会で選出                                          |                                                                           |
| 1                                                      | 5              | 蔣介石                                                              | 1963年11月21日                                                      | 1969年4月8日   | 第九次全国代表大会で選出                                          |                                                                           |
| 1                                                      | 6              | 蔣介石                                                              | 1969年4月8日                                                        | 1975年4月5日   | 第十次全国代表大会で選出                                          |                                                                           |
| 中国国民党中央委員会主席                               |                |                                                                     |                                                                     |                |                                                                   |                                                                           |
| 1                                                      | 1              | 蔣経国                                                              |                                                                     | 1975年4月28日  | 1976年11月16日                                                    | 第十次中央委員会臨時全体会議で新設・選出                                  |
| 中国国民党主席                                         |                |                                                                     |                                                                     |                |                                                                   |                                                                           |
| 1                                                      | 1              | 蔣経国                                                              |                                                                     | 1976年11月16日 | 1981年4月2日                                                      | 第十一次全国代表大会で選出                                                |
| 1                                                      | 2              | 蔣経国                                                              | 1981年4月2日                                                        | 1988年1月13日  | 第十二次全国代表大会で選出 在任中に死去                           |                                                                           |
| 代理                                                   | 2              | 李登輝                                                              |                                                                     | 1988年1月27日  | 1988年7月8日                                                      | 中央常務委員会で選出                                                      |
| 2                                                      | 3              | 李登輝                                                              | 1988年7月8日                                                        | 1993年8月18日  | 第十二次全国代表大会で選出                                        |                                                                           |
| 2                                                      | 4              | 李登輝                                                              | 1993年8月18日                                                       | 1997年8月26日  | 第十四次全国代表大会で選出                                        |                                                                           |
| 2                                                      | 5              | 李登輝                                                              | 1997年8月26日                                                       | 2000年3月24日  | 第十五次全国代表大会で選出 2000年総統選挙での敗北の責任を取り辞任 |                                                                           |
| 代理                                                   | 5              | 連戦                                                                |                                                                     | 2000年3月24日  | 2000年6月18日                                                     | 中央常務委員会で選出                                                      |
| 3                                                      | 5              | 連戦                                                                | 2000年6月18日                                                       | 2001年7月29日  | 第十五次全国代表大会臨時会議選挙で選出                            |                                                                           |
| 3                                                      | 6              | 連戦                                                                | 2001年7月29日                                                       | 2005年8月19日  | 2001年主席選挙で選出                                              |                                                                           |
| 4                                                      | 7              | 馬英九                                                              |                                                                     | 2005年8月19日  | 2007年2月13日                                                     | 2005年主席選挙で選出 経費の横領容疑で起訴されたため辞任                   |
| 代理                                                   | 7              | 呉伯雄                                                              |                                                                     | 2007年2月13日  | 2007年3月14日                                                     | 副主席 2007年主席補選に出馬するため辞任                                   |
| 代理                                                   | 7              | 江丙坤                                                              |                                                                     | 2007年3月14日  | 2007年4月11日                                                     | 副主席                                                                    |
| 5                                                      | 7              | 呉伯雄                                                              |                                                                     | 2007年4月11日  | 2009年10月17日                                                    | 2007年主席補選で選出                                                      |
| 6                                                      | 8              | 馬英九                                                              |                                                                     | 2009年10月17日 | 2013年11月10日                                                    | 2009年主席選挙で選出                                                      |
| 6                                                      | 9              | 馬英九                                                              | 2013年11月10日                                                      | 2014年12月3日  | 2013年主席選挙で選出 2014年統一地方選挙での敗北の責任を取り辞任   |                                                                           |
| 代理                                                   | 9              | 呉敦義                                                              |                                                                     | 2014年12月3日  | 2015年1月19日                                                     | 副主席                                                                    |
| 7                                                      | 9              | 朱立倫                                                              |                                                                     | 2015年1月19日  | 2016年1月18日                                                     | 2015年主席補選で選出 2016年総統選挙・立法委員選挙での敗北の責任を取り辞任 |
| 代理                                                   | 9              | 黄敏恵                                                              |                                                                     | 2016年1月18日  | 2016年3月30日                                                     | 副主席                                                                    |
| 8                                                      | 9              | 洪秀柱                                                              |                                                                     | 2016年3月30日  | 2017年7月3日                                                      | 2016年主席補選で選出                                                      |
| 代理                                                   | 9              | 林政則                                                              |                                                                     | 2017年7月3日   | 2017年8月20日                                                     | 副主席                                                                    |
| 9                                                      | 10             | 呉敦義                                                              |                                                                     | 2017年8月20日  | 2020年1月15日                                                     | 2017年主席選挙で選出 2020年総統選挙・立法委員選挙での敗北の責任を取り辞任 |
| 代理                                                   | 10             | 林栄徳                                                              |                                                                     | 2020年1月15日  | 2020年3月9日                                                      | 中央常務委員会委員                                                        |
| 10                                                     | 10             | 江啓臣                                                              |                                                                     | 2020年3月9日   | 2021年9月25日                                                     | 2020年主席補選で選出                                                      |
| 11                                                     | 11             | 朱立倫                                                              |                                                                     | 2021年10月5日  | 現職                                                              | 2021年主席選挙で選出                                                      |